# 蓝那站
蓝那站（日语：／ Aina eki */?），是一個位於兵庫縣神戶市北區山田町藍那字清水，屬於神戶電鐵粟生線的鐵路車站。車站編號為KB43。

## 車站結構
對向式月台2面2線的地面車站。月台有效長度為5節。

### 月台配置
| 月台       | 路線   | 方向 | 目的地                             |
| ---------- | ------ | ---- | ---------------------------------- |
| （站舍側） | 粟生線 | 上行 | 湊川、有馬溫泉、三田、木城中央方向 |
| （對側）   | 粟生線 | 下行 | 粟生、小野、三木方向               |

## 相鄰車站
神戶電鐵
 粟生線
■快速、■急行
通過
■準急、■普通
西鈴蘭台（KB42）－藍那（KB43）－（川池信號所）－木津（KB44）

## 外部連結
- 藍那 - 神戶電鐵